# Грубе, Вильгельм Фёдорович
Вильгельм Фёдорович Грубе (30 мая (11 июня) 1827, Нейгуш, Курляндская губерния — 28 апреля (10 мая) 1898, Харьков) — русский учёный-медик, хирург; доктор медицины, заслуженный профессор; инициатор создания Харьковского медицинского общества.
Автор более 50 научных работ.

## Биография
Родился 30 мая 1827 в селении Нейгуш Курляндской губернии.

### Образование
В одиннадцать лет поступил в Рижскую гимназию, которую окончил в 1845 году и в этом же года поступил в Императорский Дерптский университет (ныне Тартуский университет) на богословский факультет, но через год перешёл на медицинский. Уже на последних двух курсах обучения Вильгельм Грубе за отличные успехи в медицинских науках был допущен к работе в хирургической и глазной клиниках в качестве ординатора. В 1850 году, по окончании университета и после защиты диссертации на тему «Об опухолях носа», был удостоен степени доктора медицины; в 1851 году защитил ещё одну диссертацию на тему «О седалищных грыжах», получив степень доктора медицины и хирургии.

### Деятельность
После окончания университета  поступил на службу в Российский императорский флот и в 1852 году был назначен врачом на пароход-фрегат «Камчатка», на котором совершил двухгодичное плавание.
В 1854 году он был назначен ординатором, а через полгода — помощником главного врача Кронштадтского морского госпиталя. 27 декабря 1854 года был произведён в надворные советники. Во время Крымской войны Вильгельм Грубе был назначен главным хирургом Кронштадта, Ревеля и Свеаборга. В 1856 году был старшим ординатором Кронштадтского морского госпиталя.
Когда в 1858 году Харьковский университет объявил конкурс на вакантную должность по кафедре хирургической и офтальмологической клиники, В. Ф. Грубе подал на конкурс свою работу «О резекции из всей толщины костяка дудки при переломах в периоде нагноительном» и прочитал три лекции в Медико-хирургической академии в Петербурге, что требовалось по условиям конкурса. 28 марта 1859 года он единогласно был избран экстраординарным профессором Харьковского университета по кафедре оперативной хирургии и хирургической клиники. А 22 сентября 1859 года В. Ф. Грубе был избран ординарным профессором этой же кафедры.
В 1861 году Вильгельм Фёдорович посетил Германию, Австрию и Францию, где знакомился с работами известных клиницистов и больничных врачей. В 1862 году находился в Англии и Шотландии. В конце 1860-х годов снова побывал в Германии, Франции и Англии; в 1873 году — в Австрии, в 1875 году — в Пруссии.
Во время франко-прусской войны, в 1870 году, Грабе работал в английском отделе Красного креста, познакомился с организацией работы, с особенностями ухода за ранеными и способами их транспортировки. Эти знания он применил во время русско-турецкой войны 1877—1878 годов, когда заведовал дивизионным лазаретом, перевязочным пунктом и временным госпиталем. После окончания войны вернулся в Харьков — продолжил свою преподавательскую и лечебную деятельность на кафедре факультетской хирургической клиники
Харьковского университета.
В 1893 году при исполнении септической операции он заразился и тяжело заболел сепсисом. Жизнь учёному спасли, но полностью выздороветь он не смог. Несмотря на недомогание, Вильгельм Фёдорович продолжал бывать в клинике, оперировал, общался со студентами.
В. Ф. Грубе создал научную школу, подготовил выдающихся хирургов-ученых, которые продолжали развивать заложенные им идеи и принципы. Он имел чин тайного советника (1878), был удостоен многих наград Российской империи, включая орден Белого Орла. Наряду с лечебной и исследовательской работой много внимания уделял и общественной работе. Он являлся одним из инициаторов создания Харьковского медицинского общества, председателем которого был на протяжении 22 лет (с 1869 по 1891 год). В 1891 году был избран пожизненным почётным председателем общества.
Умер 28 апреля 1898 года в Харькове. По завещанию учёного-медика вся его большая медицинская библиотека перешла в собственность факультетской хирургической клиники.
Вильгельм Фёдорович Грубе был в числе медицинского персонала, участвовавшего в оказании медицинской помощи пострадавшим во время крушения императорского поезда недалеко от Харькова, у станции Борки 17 октября 1888 года, в котором император Александр III с семьей возвращался из Крыма в столицу. Под руководством В. Ф. Грубе, проявившего большие организаторские способности, был налажен должный уровень медицинской помощи потерпевшим. Это было замечено и оценено императором Александром ІІІ, который впоследствии вызвал Грубе для своего лечения в Ливадию.